# 細田守
細田守（日语：／ Hosoda Mamoru，1967年9月19日—）是出生於日本富山縣中新川郡上市町的動畫導演，也是日本動畫製作者協會會員。畢業於金澤美術工藝大學。早期於東映動畫擔任畫師，晉升為導演。曾參與吉卜力工作室動畫電影《霍爾的移動城堡》製作，後離開吉卜力回歸東映動畫。
2005年細田守加入MADHOUSE，於2007年發表改編自筒井康隆的科幻小說《穿越時空的少女》、同時是個人首部長篇動畫電影《跳躍吧！時空少女》而聞名日本國內和海外地區，此後開始製作個人原創故事作品，於2009年發表《夏日大作戰》。2011年離開MADHOUSE創立地图工作室，分別於2012年發表《狼的孩子雨和雪》、2015年發表《怪物的孩子》等重要代表作。其於2018年所執導的動畫電影《未來的未來》，入圍第91屆奧斯卡金像獎最佳動畫片獎，成為吉卜力工作室團隊以外的第一部日本動畫長片提名。2021年的動畫電影《龍與雀斑公主》也獲得國際影壇廣泛迴響，入圍第49屆安妮獎五個獎項。被譽為「新世代日本動畫大師」的新一代動畫師。
細田守的作品帶有奇幻或科幻風格，經常描繪包含親情在內的情感描寫。

## 略歷

### 早年時期

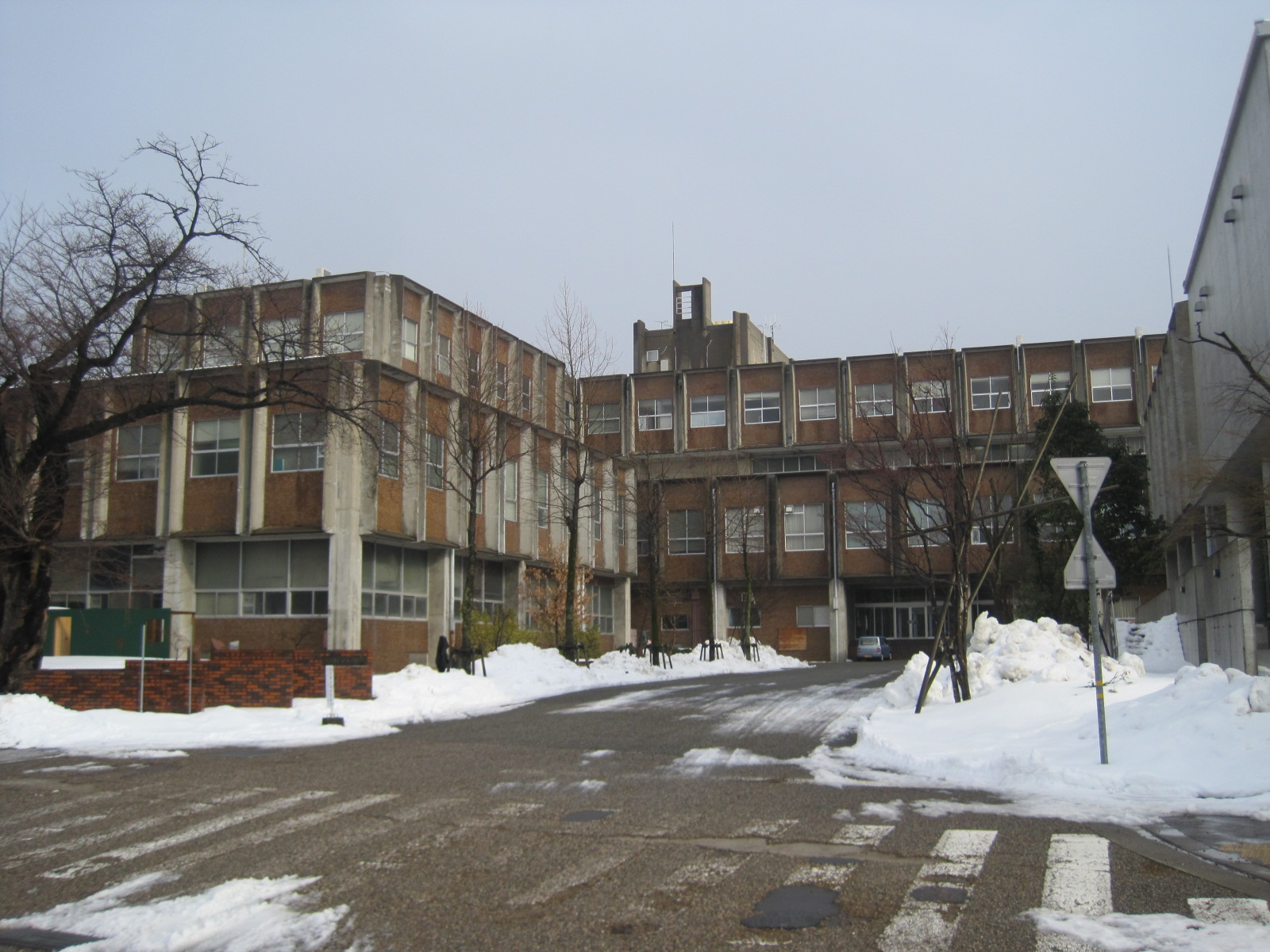
細田守曾經就讀的金澤美術工藝大學

細田守生為家中獨子，父親是鐵路職員，母親是裁縫。小學一、二年級時因為口吃問題安排在特別支援學級輔導求學。
從中學就迷上了《銀河鐵道999》、《魯邦三世》等動畫電影，他看到電影手冊的動畫分鏡表後，便深深為動畫著迷。中學三年級決心親自拍攝動畫短片，準備約一千張影印紙，畫了長度約一分鐘的動畫短片，內容描寫飛機空戰，完成後便成為他投入動畫界的契機。
一年後，高中一年級的細田守拿著這支短片參加了東映動畫的動畫師徵選并中選，被邀請到東京工作，但為了顧及學業不得不婉拒。雖沒如願但繪畫功力可見一斑。
細田守日後進入金澤美術工藝大學就讀，專攻油畫，這段時期的他已對動畫喪失興趣，反倒是對現代美術與真人電影情有獨鍾。細田守在大學時參加了電影社，一共製作了超過五十部真人影片，不過不是以電影形式，而是改採裝置藝術，結合舞蹈與錄影帶影像，再於後製階段以效果加工。

### 動畫師時期
大學畢業後，細田守進入金澤當地的動畫廠製作廣告，同時與吉卜力工作室建立不少淵源。參加吉卜力工作室的研修生考試時，考官要求考生提出兩張畫應試，細田守交出一百五十張畫作，在吉卜力內部引起騷動，結果落選作收。宮崎駿提筆寫信給細田守，信中寫著：「你如果進入吉卜力的話，你的才能一定會被磨耗殆盡，所以才不讓你通過測驗」。
收到信後的細田守打電話至吉卜力，表明就算打雜也無所謂，但電話給的回覆是：「這次的測驗中，只有兩個人收到宮崎駿寫的信，其中一個人就是你，這是無上的光榮，請你死心吧」。

### 演出家、導演時期
在高中時期應徵動畫師時結識的製作人引薦下，細田守在1991年加入東映動畫，初期被分配到繪圖的工作，擔任動畫師，負責在其他動畫師畫好原畫後製作中割（填補原畫與原畫之間的工作），與曾經拍攝《聖鬥士星矢》（1988）、《七龍珠Z》（1993）劇場版的導演山內重保及執導《美少女戰士》（1992）、《少女革命》（1997）的幾原邦彥等幾名導演交流，理解學習構思故事背景和世界觀的方式，還有不同導演的風格。
任職東映動畫期間，曾有意放棄在動畫業界發展，適逢迪士尼發行動畫電影《美女與野獸 (1991年電影)》，受此影響決定繼續留在動畫業界，同時啟發未來以自製動畫電影重新詮釋該故事的概念。
1997年，細田守在東映負責《鬼太郎》電視動畫第四期。同年度，父親因為疾病去世。後躍升導演一職，接連執導出《數碼寶貝大冒險》兩部劇場版和一部3D剧场版。
當時細田守的導演費是46萬5千日幣，他也嶄露頭角受到業界人士的注目，同時宮崎駿又再次看中了細田守，邀他執導《霍爾的移動城堡》。

### 《霍爾的移動城堡》的失敗
當時吉卜力工作室將主要人力投注製作《神隱少女》之上，細田守因此被要求自己籌組團隊來製作《霍爾的移動城堡》，他親自跑遍各大動畫廠向人低頭請求，才召集到足夠的人手投入製作工作。在完成了劇本、分鏡表也製作了三分之二，正要進入原畫繪製階段時，吉卜力高層卻臨時要求該團隊中止製作，改由宮崎駿及其團隊來接替。其背後原因眾說紛紜，但最有力的說法是，吉卜力在製作一半時突然判定細田守不具票房吸引力，還是得掛上「宮崎駿」的名號才能使電影賣座，所以才將細田守拉下導演寶座。
細田守墜入谷底，不僅籌備的《霍爾的移動城堡》心血結晶全被付諸，業界的人望也全部喪失殆盡，不禁大嘆：「從此以後，我再也沒辦法再投身動畫界了」，連細田守投入動畫界後尊為老師的前輩動畫師山下高明，也因《霍爾的移動城堡》一事而與細田守心生芥蒂。事後細田守針對此事說道：「當時莫名的自負，害我不懂得找尋協助。如果當時能主動向宮崎駿討教，結果或許會不一樣。」，他更將當初宮崎駿拒絕他加入吉卜力的回信，裱框掛在自家客廳的牆上。

### 自由時期
押井守早在細田守未成名前曾相中他擔任自己的電腦動畫監督，但因企劃流產而作罷。押井守不僅在日後的《跳躍吧！時空少女》上映前力挺本片，曾私下邀請細田守為自家女兒跟小說家乙一的婚禮製作紀念影片。
自從離開吉卜力開始，細田守回到東映動畫復出，2002年參與負責小魔女Doremi動畫第四部《小魔女DoReMi 大合奏！》(おジャ魔女どれみドッカ～ン！)第40集和第49集的導演和動畫分鏡，雖然只有負責兩集，但其與以往系列作集數不同的畫風，獨特的分鏡角度，以及劇中完全沒有使用魔法元素來表達人物的心境的方式卻引起了觀眾的注意，獲得了相當良好的評價及名聲。
在2003年與藝術家村上隆合作，配上澀谷系名團Fantastic Plastic Machine的配樂，拍了時尚品牌Louis Vuitton店頭展示動畫《Superflat Monogram》。
2004年，細田守因為參與渡邊信一郎的動畫電影《混沌武士》的製作，認識齋藤優一郎，雙方正式建立長期合作關係。
2005年，細田守終於坐上了導演大位，執導個人首部動畫長片《ONE PIECE 祭典男爵與神祕島》，獲得十二億日幣的票房佳績。《ONE PIECE 祭典男爵與神祕島》的祭典男爵是影射細田守自己，以他經歷過一連串遭遇所勃發的靈感。《ONE PIECE 祭典男爵與神祕島》讓細田守重新在動畫界打響名號，細田守藉此契機離開東映動畫，轉而投入MADHOUSE。
2006年，細田守執導出代表作《跳躍吧！時空少女》，摘下東京動畫影展六項大獎，並在國內外各大影展、電影獎項收獲豐碩。《跳躍吧！時空少女》取材自小說《穿越時空的少女》，是原作小說的續作，故事背景更是轉移到現代並符合當代精神的情節。《跳躍吧！時空少女》既是時空科幻，同時又深具青春電影要素，因此贏得了電影圈中一致的致敬。
完成《跳躍吧！時空少女》後，細田守開始投入下部電影的創作，當時MADHOUSE在拍攝電影前先開始要求製作團隊編寫新穎的故事劇本以供參考，細田守初始時選擇了兩個家庭背景截然不同的人物來作為故事發想的開頭，後來與編劇奥寺佐渡子討論，決定構思一個同時包含以及與陌生家庭互動的故事。2006年開始，MADHOUSE正式展開《夏日大作戰》電影的企畫與動畫的製作工程。製片期間適逢結婚、接觸妻子家族的親屬，讓他獲得進一步的創作想法。他還邀請自己欣賞的歌手山下達郎擔綱該片的主題曲創作。
2009年，《夏日大作戰》正式公映，片中包含了虛擬世界、青春愛情電影和鄉下大家族羈絆的要素。《夏日大作戰》的佈局架構十分龐大，角色極為多元，展現出細田守在創作上的野心，讓每個角色都能活靈活現，緊攫住觀眾的目光。同年，細田守的母親和祖母相繼離世，他將對母親和祖母生前的觀察，結合自身成長和家庭的經歷，對母親的歉意，還有對長期不在身邊的父親的情感，融入下一部電影的創作。

### 地圖工作室時期
2011年4月，細田守和齋藤優一郎正式成立動畫製作公司「地圖工作室」，由齋藤優一郎擔任公司的執行長:23。此前細田守與齋藤優一郎在MADHOUSE時期製作的《跳躍吧！時空少女》與《夏日大作戰》，作品版權後續歸於地圖工作室。
2012年，地圖工作室的首部動畫電影作品、同時是細田守繼《跳躍吧！時空少女》與《夏日大作戰》後發表的第三部個人動畫電影《狼的孩子雨和雪》正式上映，故事的主要背景位於富山縣立山町，描述19歲的女大學生花兒，在學校邂逅並愛上暱稱「他」的狼人，兩者結婚成家並育有一對狼人混血的姐弟「雪」和「雨」，後來花兒遭遇「他」意外身亡的打擊，仍在心裏發誓要好好地將兩個孩子養大的12年間故事。《狼的孩子雨和雪》在日本就攻下42.5億日幣的票房佳績，並得到第45回錫切斯電影節動畫部門（Gertie Award）最優秀長篇作品獎等多項大獎。
《狼的孩子雨和雪》公映同年，細田守因為長子的誕生，獲得創作下一部電影的靈感。有鑑於《狼的孩子雨和雪》講述母親如何辛苦照料孩子，他開始思考「小孩子如何在這個世界裏成長，長大成人」，還有孩子在受到身邊無數的人影響下，不斷成長的故事。製作電影的過程中，細田守集結役所廣司、宮崎葵、染谷將太、Lily Franky、宮野真守等明星聲優陣容為電影配音，同時決定從本作開始磨練自己的編劇能力，開始擔綱主要編劇，委託長期參與編劇的奧寺佐渡子協助檢視劇本。
2015年，細田守推出奇幻冒險題材的動畫電影《怪物的孩子》，這部電影由細田守主導編劇、奧寺佐渡子輔助編劇，故事內容以人間界的澀谷和虛構的怪物城市「澀天街」（渋天街）為舞台，講述母親逝世後與生父失聯，逃離親戚家的人類少年蓮偶遇怪物「熊徹」，跟隨後者到怪物世界生活後，在人類世界和怪物世界展開冒險的經歷。在日本發行的電影票房共58.5億。獲得日本電影金像獎最佳動畫片獎等獎項，同時成為首部入圍聖賽巴斯提安國際影展競賽單元的動畫電影。
藉由《跳躍吧！時空少女》、《夏日大作戰》、《狼的孩子雨和雪》、《怪物的孩子》等作品，細田守終於能自己掌控全局的執導和票房，一舉躍升為日本動畫界自吉卜力之後新生代導演的佼佼者。《怪物的孩子》發行同年，女兒於該年末誕生，細田守在接下來透過觀察兒子因為妹妹誕生的心理和行為變化，還有家人的互動，著手製作下一部作品。與此同時，從製作《跳躍吧！時空少女》時期開始擔綱細田守電影編劇的奧寺佐渡子，在《怪物的孩子》發行後，與細田守結束自《跳躍吧！時空少女》以來的合作關係。
2018年，發表融合時間旅行和家庭要素的動畫電影《未來的未來》，故事描述與父母生活在神奈川縣橫濱市磯子區的4歲男孩太田訓因為妹妹未來誕生感到失寵，但隨著遇見來自未來時間點的妹妹未來，在經歷不同時空的事件中逐漸理解家族歷史與獲得成長的過程。這部電影獲選入圍第71屆坎城影展導演雙週首映，但在日本國內發行後的票房表現失利，總計28.8億日圓，國內的評價更呈現兩極化。該電影在歐美的影評圈則獲得較正面的評價，入選安錫國際動畫影展。同年，細田守獲美國影藝學院邀請，成為奧斯卡金像獎評委。開始構思下一部電影的同時，決定實踐當初在東映動畫時期立定「用自己的方式，重新詮釋《美女與野獸 (1991年電影)》」的理想，融合自身對日本動畫描繪女性手法產生的影響、年輕一代使用網際網路的動態和女兒如何在擁有網際網路的世界自處生存的思考，集合多行業領域和國內外的人士進行創作。
2019年，憑《未來的未來》首度入圍奧斯卡決選五強名單，也是首度有非吉卜力工作室製作的日本動畫長片入围，該片同時是首部入圍金球獎最佳動畫的日本動畫電影，獲頒第46屆安妮獎的安妮獎最佳獨立製作動畫長片獎。
2020年，公開新作的名稱為《龍與雀斑公主》。這部電影於2021年正式發行，成為地圖工作室十週年紀念作兼細田守第三篇網路題材的動畫電影。電影綜合網路科技文化、音樂、心靈創傷、關係羈絆、個人成長和社會性題材的描寫，敘述居住在高知縣、因為遭遇母親意外過世的打擊而失去歌唱能力的少女內藤鈴，在網路世界「U」重獲歌唱能力並成為知名歌手「貝兒」後，遇見在「U」世界備受爭議的網民「龍」，延伸的連串際遇和成長蛻變。該片在第74屆坎城影展首映後，超過千名的觀眾起立鼓掌超過14分鐘。電影在日本國內獲得的評價兩極，主流評論稱讚視覺動畫效果、美術、電影配樂、虛擬議題，但認為劇情與女主角鈴獨自救援遭受家暴的兄弟的行動存在著爭議性，仍在國內累積66億日圓的票房佳績。該電影也獲選參與多個國際影展，在西方影評圈獲得較正面的評價，其中爛番茄給予95%的好評度，Metacritic則將電影評為平均83分，列入「普遍讚譽」等級。為第一個獲頒盧卡諾影展2021年新設立獎項「盧卡諾兒童獎」的電影，亦獲得錫切斯影展最高榮譽獎、第45屆日本電影學院獎的優秀動畫作品獎和最優秀音樂獎、第9屆VFX-JAPAN獎劇場公開動畫電影部門最優秀賞作品等國內外獎項，還有第49屆安妮獎的五項獎項提名。此片入圍第94屆奧斯卡金像獎最佳動畫片角逐名單，但未進入決選階段，後續被收錄在日本文部科學省審核通過、於2024年啟用的高中美術教科書（文部科學省審定教科書），做為動畫製作的教學範例。
2022年，細田守因為四季劇團宣布在該年4月30日登台演出《怪物的孩子》改編的真人舞台劇，在劇團籌備期間到場視察。該年度裡陸續受邀參加科技主題、現代社會主題的訪談與講座。5月於德國宣傳《龍與雀斑公主》和接受採訪時，稱自己已經對未來的電影創作有新的想法。6月6日，細田守受邀參與博報堂營運的「創意大學（英語：UNIVERSITY of CREATIVITY）」，舉辦面向初高中生的「故事學校」特別授課。8月20日和8月21日，擔綱第33屆東京學生電影節評審。10月28日，被任命為金澤藝術大學於2023年4月開設的繪畫專業電影課程的客座教授。在早稻田大學與金澤藝術大學時期的恩師坪井秀人論及準備的次作時，稱在冠狀病毒感染擴大和烏克蘭的現狀等的變化中，想讓這部作品成為思考年輕人在其中堅強地活下去需要什麼，還有希望能傳達「快樂」和「開朗向前」的重要性。獲邀參與2023年2月9日橫跨音樂、動畫、時尚、娛樂和 Web3等領域的「JX'23」活動擔綱演講嘉賓。
2023年6月，運營廣域通信系統的兩所高校的角川多玩國學園和日本Meta宣布合作，讓兩校的學生參與製作描述元宇宙空間學校生活的戲劇項目，細田守獲邀擔任該項目的特約講師，同樣參與戲劇製作的尚有兼任虛擬建築師、導演、演員兼作家的山田由梨，該戲劇殺青後，於同年9月21日舉辦的「元宇宙校園戲劇製作計畫－在VR空間描繪未來校園生活」活動放映。
2024年12月下旬，宣布新電影作品為《無盡的史嘉萊特》（日語：果てしなきスカーレット），排定於2025年冬季上映。

## 風格

### 動畫創作過程
製作電影的時候，經常採取集合製作人、編劇等相關人員一起聊天、請參與討論的人員分享各自的想法，藉此蒐集意見和發掘能當成創作靈感的媒材。構思作品概念企劃時，除了留意自己感興趣的部分，還會觀察其他參與的製作人、工作人員是否都對此感到有趣，並從中判斷電影能否傳達給觀眾。他習慣與相同的人員合作，原因是相信與同批人員在許多作品上合作過的關係，在技術上和內容上都可以順利表達，每次製作新作品，會邀請不同領域的專業人才，融入多樣性。此外也重視電影承載的社會意義。細田守稱自己因為是電影人，所以對於電視動畫不感興趣。
設計角色的時候，會將角色的住處、飲食習慣等細節融入設計，呈現角色的特色。動畫電影角色配音人選方面，細田守採取公開召募試音的方式，依照徵募者的聲音是否適合角色選擇配音人選，擔任角色配音的除了演員，也有專業配音員。細田守與奧寺佐渡子合作時期，讓奧寺佐渡子負責主要的編劇，採取奧寺佐渡子寫完初稿後，細田守親自讀過再進行修改，奧寺佐渡子再另外處理的方式，自《怪物的孩子》製片時期起，細田守開始負責擔綱電影的主要編劇，直至製作《未來的未來》時期起，始全權負責電影編劇，採取編劇與導演工作分離的製作流程，在劇本接近完成階段時，由製片人們協助檢視和提供意見，待劇本完成後始進入繪製分鏡的階段。他解釋倘若是從人生經歷取材的作品，還是得親自描寫才能貼切地描繪細節
邀請音樂家和歌手構思搭配電影的主題曲時，即便是先前合作過的音樂家和歌手，也會追求不同的樂曲風格，選用的主題曲則以適當貼近電影的規模感、支撐登場角色內心的樂曲為主，每部作品都會選擇不同風格的主題曲。除了運用音樂襯托角色與場景以外，也著重運用對音樂以外的聲音進行取捨，讓觀眾印象深刻地聆聽、從而描繪出登場角色的形象，藉此呈現真實感和更加均衡、細膩地描繪登場角色和場景。
細田守自從製作《跳躍吧！時空少女》開始，每隔三年便會在夏天發表個人的動畫電影新作，他對此說明夏天是完成電影、同時開始構思下一部作品的時機，還有考量到孩子們在暑假裡去冒險和成長的必要性、增添孩子們在暑假期間的回憶，稱需要體現這般事物的電影。製作電影的方向，著重於依據社會變化、當時的意識和思維方式的變化、順應時代潮流，同時讓電影留下不被時代影響的部分。細田守接受影評家卡洛斯·阿吉拉爾（英語：Carlos_Aguilar_(writer)）採訪時稱，他在電影作品完成後，便不會再觀看自己的作品。齋藤優一郎在訪談中稱道，基於社會在不斷變化、作品必須不斷變化並接受新的挑戰，為此細田守與他在製作電影時不能做電影續集。
2022年1月，細田守接受媒體《Screen Anarchy》訪談期間，回覆他對自己的電影事業和成功的看法，稱道：
首先，成功意味著什麼？ 你用什麼來衡量？ 的確，近年來我的電影在規模上不斷擴大，但如果我還想繼續這段旅程的話，我會看看我在遙遠的未來想做什麼。 成功可以讓很多人看你的電影，但另一個衡量成功的標準是一個人看了這部電影，這對他以後的生活真的有意義。 當我拍電影時，肯定總是有商業方面的，我不喜歡去想。 有些項目是考慮到這一點，但我不喜歡採取這種做法。 當我看IP時，你真的看到一些工作室將IP業務提升到了一個新的水准，包括電影、電視、混合媒體和其他領域，但我仍然認為自己是一個電影製作工作室。 最終，對我來說重要的是為觀眾創造一種有趣的體驗，並告訴他們一些事情。——細田守對電影事業和成功的看法

### 創作類型影響
學生時期是作家大江健三郎和寺山修司的書迷，自述哲學家柄谷行人和評論家吉本隆明對他產生相當程度的影響，其他導演如維克多·艾里斯、李歐·卡霍、楊德昌等人也給他啟發 。乙一曾在《鬼太郎》電視動畫第四期第113話，指出細田守的創作風格受維克多·艾里斯執導的西班牙電影《蜂巢幽靈》影響，獲得細田守的證實。欽佩動漫導演為杉井儀三郎，欣賞電影作品為《颱風俱樂部》、大林伸彥於1983年拍攝的《穿越時空的少女》電影版、《銀河鐵道之夜》、富野由悠季的《傳說巨神伊甸王》等。
細田守稱日本動畫導演高畑勳的《螢火蟲之墓》、《紅髮安妮》等作品，啟發他立志成為動畫導演，在正式擔任動畫導演後，從後者身上學習利用動畫細膩描寫家人或親近的人的手法。細田守表示日本導演伊丹十三讓他獲得啟蒙製作《夏日大作戰》。製作《怪物的孩子》時，則參考中島敦的《悟淨出世》角色自我探索的旅程，設計主角發現自我的過程。此外，細田守製作《龍與雀斑公主》期間，曾參考迪士尼動畫電影《美女與野獸》的母題敘事，建構電影的故事結構，也融入《蜂巢幽靈》、黑澤明導演的《七武士》、動畫電影《明日之丈2》等作品元素進行創作。

### 作品分析
細田守的作品常帶有奇幻或科幻風格，總是充溢了親情、友情和愛情，每一部的電影作品都十分細膩，並經常在電影的作畫上採用簡化的線條、自然質樸、純色而無陰影的人物。故事內容大多是發生在日本鄉村（唯一例外的是《怪物的孩子》，此作故事背景發生在東京的鬧區澀谷），還有雙重世界（不限於時間或地域）的探索描寫。電影節奏較偏輕快，片中的人物角色多半都相當積極樂觀。主題內容包含兒童和少年的成長，也關切網路和兒少社會議題，重視傳遞城市與鄉村的良好價值。影評家杉本穗高在日本文化網站《Real Sound》的撰文對比細田守與同為動畫導演的新海誠描繪日本城鄉的風格差異，稱新海誠因為描繪「這裡以外的地方的心」，在《你的名字》之前的作品呈現農村與城市對立、亦有反之亦然的作品，而細田守重視描繪地方的獨特性與每個地區的獨特歷史，在描繪都市（東京）時有別於新海誠呈現城市的積極面，農村人之間的聯繫更多地被以積極的方式描繪。
細田守的電影作品中，還有一個很必要的元素，就是他的每部作品中，總都會有積雨雲，他表示，巨大的雲朵總代表著人的成長，如果有了積雨雲總覺得會讓天空更有生氣，並覺得人們在夏天會更容易成長蛻變。自《跳躍吧！時空少女》後的作品，除了都會出現積雨雲以外，還經常出現諸如鯨魚、書架、桃子等物件意象，在此之前參與執導的作品《鬼太郎 大海獸》、《來自遠海的COO》亦有鯨魚登場。細田守接受採訪期間解釋道，鯨魚在他的作品裡的象徵意義，代表人類的恐懼，他經常以鯨魚為主題，也很喜歡狼，原因是牠們是經常被人類視為邪惡的動物。就像中世紀歐洲的狼，或者鯨魚是《白鯨記》中的敵人，被征服的自然象徵。為此對牠們表示同情，並想幫助牠們，同時認為鯨魚既是大自然中擁有強大力量的存在，也具備更加偉大的智慧。他說明桃子作為上等水果，據稱可以連結異世界，日本盂蘭盆節時期也會將桃子供奉在佛壇上，認為桃子的香氣與佛壇的線香氣味結合便如同置身異世界，所以會固定在作品裡出現進入一個不同的世界的劇情片段時，將桃子繪置在對應情境中。至於電影裡出現的書籍與書架，書架上排列的書籍代表著主人的心意。
地圖工作室CEO兼製片人齋藤優一郎提及，細田守導演的電影作品總是有不同的策劃視角，同時在經常看不見未來的時代和現在的日常生活中，描繪了面對身份和生命力掙扎，向未來邁出一步的兒童和青少年的成長和未來。細田守重視描繪著不斷變化的現代，但更看重某些經久不變的事物。齋藤優一郎在2021年接受採訪時稱道：「最近感覺到的（細田）是非常積極的人。 彼此都活了一半的人生，剩下的人生還能製作幾部電影，是考慮這種事情的時期。如果推出了熱門的電影作品，也會有續篇的想法，但是細田導演不會考慮這樣的事情。」。他重視不同年齡層的觀眾，曾表示「要是一心想著要為兒童創作，可是會被小朋友瞧不起的。如果說謊，或是創作者究竟用了多少心思，小朋友是馬上看得出來的。」。
作品裡的兩性描寫方面，其大多數的作品有著「女強男弱」的對比，常見描繪風格為女性因母性而堅強，男性則一開始軟弱，時常暴露缺點，特別需要學習、需要成長，電影中出現的也全都是母系親族。細田守稱因為社會上普遍的現況，男性的地位還是比較強勢的狀態，所以不會在動畫裡繼續表現男性堅強、女性軟弱的設計，同時提及自己的作品，反映日本現代社會通常由夫妻的女方娘家養育小孩的獨特情況。
細田守不喜歡日本動畫時常出現著重女性的性描寫的現象，曾指稱日本動畫往往用帶有性剝削的鏡頭塑造女性形象，無疑會對現實世界產生影響。此外，他也批評日本動畫時常將女性刻畫成聖人形象的描寫風格，認為這和女性角色實際上是什麼樣的人無關。

## 評價與影響

### 電影評分
| 年份 | 電影標題                       | 映画com評分 | Filmarks評分 | IMDb評分 | 爛番茄評分                   | 爛番茄評分     | Metacritic評分     |
| 年份 | 電影標題                       | 映画com評分 | Filmarks評分 | IMDb評分 | 專業影評                     | 觀眾票選       | Metacritic評分     |
| ---- | ------------------------------ | ----------- | ------------ | -------- | ---------------------------- | -------------- | ------------------ |
| 2000 | 《數碼寶貝電影版（2000年）》   | 3.8/5       | 4.1/5        | 6.6/10   | 24%（41條評論），均分4.1/10  | 66%，均分3.7/5 | 20/100（17條評論） |
| 2005 | 《ONE PIECE 祭典男爵與神祕島》 | 3.1/5       | 3.4/5        | 7.2/10   | 不適用                       | 76%，均分3.9/5 | 不適用             |
| 2006 | 《跳躍吧！時空少女》           | 4.1/5       | 4/5          | 7.7/10   | 84%（19條評論），均分6.6/10  | 90%，均分4.2/5 | 66/100（11條評論） |
| 2009 | 《夏日大作戰》                 | 3.9/5       | 3.9/5        | 7.4/10   | 79%（24條評論），均分7.1/10  | 87%，均分4.1/5 | 63/100（12條評論） |
| 2012 | 《狼的孩子雨和雪》             | 3.7/5       | 3.7/5        | 8.1/10   | 95%（19條評論），均分8.5/10  | 92%，均分4.3/5 | 76/100（8條評論）  |
| 2015 | 《怪物的孩子》                 | 3.5/5       | 3.7/5        | 7.6/10   | 88%（69條評論），均分7.3/10  | 88%，均分4.1/5 | 65/100（15條評論） |
| 2018 | 《未來的未來》                 | 2.4/5       | 3/5          | 7/10     | 91%（85條評論），均分7.5/10  | 79%，均分3.9/5 | 81/100（18條評論） |
| 2021 | 《龍與雀斑公主》               | 3.1/5       | 3.5/5        | 7.1/10   | 95%（128條評論），均分7.9/10 | 95%，均分4.6/5 | 83/100（31條評論） |

### 外界評價與現實影響
日本動畫評論者兼明治大學研究所特任教授冰川龍介將細田守評為動畫電影史上「完全原創作品的先驅者」，稱其作品常帶有神話中可以理解的普遍結構性質，還有如何切入主角現在面臨的問題。中華科幻學會理事長難攻博士在《沒有人到過的地方：細田守的動畫世界》書籍推薦序中評論細田守「在我心中，細田守才不是什麼動畫導演，他根本是個深不可測的大魔法師。」、「這個人根本是拿自己的人生在說故事，這個人根本是拿自己的生命在做動畫。」。日本演員黒田勇樹在2021年的影評文章稱其「持續描繪網路與現實、家庭與親子的主題，可以說他是『誠實』的，他的作品就像投手投出的直球和拳击手打出的直拳一样，都能打得 "又直又真"。 我认为他能够创作出 "直捣黄龙 "的作品，就像一个持续投掷直线的投手或一个持续击打直线的拳击手。」。2022年10月，新海誠在動畫電影《鈴芽之旅》完成發表會的記者會中，對細田守的作品給予好評。
一些和細田守有交集的相關人員也做出評價，其中曾和細田守長期合作的編劇奧寺佐渡子稱其創作特色為「門檻低，意義深」；演員役所廣司對細田守的評語為「作品的特色就是能歷久不衰，無論何時觀賞，就算時代不同也不會改變。」；《神劍闖江湖》真人版導演大友啟史評論其作品「與時代的脈動一同呼吸，讓奇幻與寫實以絕佳比例融合，在作品的世界中藏入創作者經過千錘百鍊後的心思。」；東寶電影製作人兼小說《如果這世界貓消失了》作者川村元氣則稱道：「他製作的雖然是動畫，延續的卻是日本電影的歷史與傳統。相信日本電影的力量，用動畫的手法與全世界一較高下。」。
部份影評家則著眼於細田守電影作品中的編劇鋪成，還有奧寺佐渡子擔綱編劇時期和細田守主導編劇後的對比。日本影評家小野寺系除了批評細田守開始主導編劇的後續作品呈現劇情不連貫和不真實的感覺以外，還指稱其作品如《狼的孩子雨和雪》、《龍與雀斑公主》帶有對女性高尚的精神和母性理想化的觀念問題。《IGN》日本分部影評家葛西祝不僅批評細田守與奧寺佐渡子結束合作關係、主導編劇造成人物的性格、行為、劇情開始越來越崩潰，還形容他「電影的真正本質總是在陽光被遮擋的時候。他的真心是在陰天、下雨、或者封閉的房子和室內場景。因為它總是被社會期望所壓制，可能最終會出現在角色行動原則不明確的劇本中。」、「真正的細田的世界觀是殘酷的，不可能與他人產生同理心。以『暑假大片動畫』的口號壓制殘忍。」。影評家久保田和馬認為，細田守的作品固有的問題，在於劇情後段發展、劇本、設定存在著細節瑕疵。日本動畫導演押井守在2021年的採訪過程中，曾表示他認為細田守、新海誠、庵野秀明的共通點是缺乏主題和創作電影的動機
。2022年3月，編劇作家杉本穗高、動畫評論家藤津亮太、跡見學園女子大學文學部教授渡邊大輔在日本文化網站《Real Sound》撰文回顧2021年日本動畫電影期間，藤津亮太和渡邊大輔指出細田守對於獨立的小眾題材情有獨鍾。杉本穗高稱細田守在開始著手編劇兼顧導演身份後，其在日本國內的評價出現分歧，但已經能寫出包羅萬象的劇本，並且不讓作品結構散架，同時重視國際性；藤津亮太則稱細田守關注主題、娛樂、視覺和國際性，盡管過去有編劇的功勞，但很難說有多少想法留在劇本中。身兼繪本作家、電影製片人的日本喜劇演員西野亮廣在2022年8月日本雜誌《GOETHE》專欄分析熱門作品必備條件的文章中，稱細田守的電影《怪物的孩子》、《龍與雀斑公主》之所以能成為熱門作品，是因為存在著「與已經存在的作品相似，但又有所不同」的創作條件。
影評家若林良在2022年9月《週刊現代》評析《龍與雀斑公主》的文章裡回顧細田守的歷代作品，稱其作品裡混合不同的元素，而非合乎邏輯的世界觀，主要在其作品是攸關在兩个世界之間的動態，呈現的價值觀也經常存在政治正確性方面的爭議。若林良引述影評家石岡良治在《Eureka》雜誌2015年9月號文章形容細田守的作品「不強行整合各種元素並置帶來的不適感」的言論，稱其作品融合融入世界的多樣性但帶有迂迴的元素，作品裡的主角則多半是在挫折中為自己找到解決辦法，同時呈現不為未來考慮的直截了當的力量。評論家中川大地對其的批評為「持續试图创造一种以日本农村为背景的成长剧，将科幻/幻想类的工具化，即容易理解和熟悉的动画乐趣，与更亲密的主题，如爱情、婚姻和育儿，根据他自己的个人经验联系起来。这也是在构建一个现实层面上的错误，自从他在风格上找到自己的独创性后，就一直失败。」
皮克斯動畫導演石之予對細田守讚譽有加，她最喜歡的細田守作品之一是《跳躍吧！時空少女》，在2022年3月的視訊訪談中，石之予透露《跳躍吧！時空少女》等日本動畫啟發她在動畫創作方面的發展，她也在個人執導動畫電影《青春養成記》引用部分《跳躍吧！時空少女》的動作分鏡橋段向細田守致敬。法國導演暨編劇瑟琳·席安瑪則在2022年4月接受美國新聞網站《每日野獸》採訪時，稱宮崎駿的《龍貓》和細田守的《狼的孩子雨和雪》，為她帶來靈感製作電影《小媽媽》。法國動畫《明月守護者》的導演之一亞歷山大·赫博揚（法語：Alexandre Heboyan）在該作品於日本上映期間稱道，他參考了細田守的《狼的孩子雨和雪》，作為女主角的設計和面部表情參照來源。曾參與《冰原歷險記》、《神偷奶爸》、《超級瑪利歐兄弟電影版》製作的克里斯·梅勒丹德利在2023年5月的訪談，稱自己從觀賞《跳躍吧！時空少女》開始便是細田守的影迷，對《龍與雀斑公主》給予正面評價。
洛杉磯加利福尼亞大學戲劇電視電影學院的動畫講師查爾斯·所羅門（英語：Charles Solomon）在《動畫雜誌》（英語：Animation Magazine）35週年紀念刊（2022年6月-7月第321期）中，將細田守列入過去35年富有遠見的動漫導演名冊中，其餘榜上有名的日本動畫導演分別為宮崎駿、高畑勳、大友克洋、押井守、今敏、神山健治、湯淺政明、新海誠、庵野秀明。墨西哥電影導演吉勒摩·戴托羅在2023年的訪談中，將赫內·拉魯、細田守、今敏列為三位值得關注的導演。
細田守推出的動畫電影作品，也對部分取景地產生影響。其中作為《跳躍吧！時空少女》取景地點之一的東京國立博物館，分別在2014年10月與2016年7月舉辦《跳躍吧！時空少女》特別放映會，於2020年12月19日至2021年2月28日在特設虛擬空間「虛擬東京國立博物館」舉辦再現電影中特展的虛擬特展。以細田守故鄉富山縣上市町鄉村為作品主要鄉村地區藍本的《狼的孩子雨和雪》在電影推出後，作為劇中角色住宅原型的房屋成為遊客造訪的景點之一，於2024年7月19日被日本文化審議會列為國家有形文化財。2022年7月23日至9月4日，上市町為紀念《狼的孩子雨和雪》電影上映十週年，在西田美術館舉辦特別展覽，通過面板和原畫介紹電影的世界，同時安排活動期間的觀光路線，於同年8月11日邀請細田守和同為富山縣的女演員繪本作家室井滋舉行對談，在北阿爾卑斯文化中心同步舉行電影特別播映，細田守亦應邀參與當地紀念電影上映十週年的植樹活動。隨著電影《龍與雀斑公主》發行，作為取景地藍本的高知縣越知町被動漫觀光協會認證為2022年度新增動漫朝聖觀光聖地，當地也在橫倉山自然之森博物館設置電影特展。
教育影響方面，細田守執導的《龍與雀斑公主》作為動畫製作教學範例作品，被收錄在日本教科書出版社日本文教出版發行的高中美術教科書《高校美術III》，2023年該教科書經由文部科學省審核通過，定於2024年正式啟用。

## 個人生活
細田守設有自己的推特，但在2018年4月後未再更新個人推特動態。他在2022年3月接受義大利媒體《Dr commodore.it》採訪期間，說明自己不使用社群網站的原因，其一是自己曾遭遇不愉快的事件，其二是認為藝術家應該透過自己的作品，而非社交網絡來表達自己的感受；他認為藝術家需要累積所有的創造慾望，再透過自己的作品爆發和表達自己。曾在接受媒體訪談的過程中提及，他的父親長期不在身邊，但由於自身對幼稚園時期的記憶相當鮮明，亦因此能憑藉這些記憶做出以家庭為題材的電影。同時在電影製作的過程中，多度從自身的家庭生活與家人身上獲得創作靈感。
父親於1997年病逝後，細田守於2007年結婚。母親和祖母則在2009年逝世。2012年，細田守的長子誕生。女兒在2015年末出生。
細田守對串流媒體的發行持中立態度，在2022年3月的訪談期間，稱由於這些平台的大量使用，人們已經開始發現動畫有趣的一面，加上嚴重特殊傳染性肺炎疫情的影響，許多待在家裡的人有機會嘗試他們迄今為止未知的其他新動畫類型，但若具體談論Netflix，權利將不再屬於作品創作者，作品創造者反而是變成了純粹的供應商，認為這在未來可能會成為一個問題。

### 網際網路與元宇宙議題
細田守自從2000年發生電腦故障導致政府部門失靈、所有數據消失的事件，開始關注互聯網的議題、網路世界在未來的發展和影響，陸續執導《數碼寶貝大冒險》的兩部劇場版和一部3D剧场版（1999年、2000年）、《夏日大作戰》（2009）、《龍與雀斑公主》（2021年）等網路題材的電影。
2022年3月受邀參加《日本經濟新聞》舉辦的元宇宙對產業和社會影響的主題座談會，接受媒體訪談期間稱「互聯網已從工具變成變成另一個世界」、「元宇宙不是突然引起關注的事物，而是人們一直在尋找的渴求和希望，我認為是需求」，表示雖期待元宇宙給世界帶來的優勢能解決社會問題，但也擔心元宇宙的優勢會因為沒有被明確表述，造成其意義被延遲，並稱道元宇宙有望在將來創造一種沒有偏見的平等世界。2022年10月6日，Open Hub邀請細田守、日本電信公司NTT DOCOMO的XR推廣室長岩村幹生和NTT Communications OPEN HUB的代表戶松，參與線上直播講座，說明元宇宙的概念，同年12月14日再度獲邀出席《日本經濟新聞》舉辦的元宇宙線上講座。

## 關係人物
| 人物              | 概述 |
| ----------------- | --- |
| 坪井秀人          | 日本近代文學研究者，細田守就讀金澤美術大學時期的教師。 |
| 山下高明          | 日本動畫師，細田守在東映動畫時期的前輩，亦多度參與細田守執導的作品擔任作畫監督。 |
| 宮崎駿            | 邀請細田守執導《霍爾的移動城堡》的關鍵人物，後因為吉卜力高層臨時要求細田守的團隊中止製作，改由宮崎駿及其團隊來接替。 |
| 高畑勳            | 與宮崎駿同為吉卜力工作室動畫導演，其作品《螢火蟲之墓》、《紅髮安妮》啟發細田守日後成為動畫導演的志向，細田守稱自己曾受高畑勳提拔，用動畫描繪家人或親近的人的作風也是受其影響。 |
| 青山浩行          | 曾任《心之谷》、《來自紅花坂》、《風起》原畫的前吉卜力工作室日本動畫師，因為參與細田守《ONE PIECE 祭典男爵與神祕島》的原畫繪製建立合作基礎，於2011年加入細田守所屬的地圖工作室。擔綱《狼的孩子雨和雪》、《怪物的孩子》的原畫，《跳躍吧！時空少女》、《夏日大作戰》、《未來的未來》的作畫監督，在《龍與雀斑公主》製片過程中負責現實世界的角色設計和作畫監督。 |
| 筒井康隆          | 日本小說家，其著作的小說《穿越時空的少女》被細田守改編為動畫電影《跳躍吧！時空少女》。 |
| 齋藤優一郎        | 日本動畫製作兼電影製片，自2004年和細田守參與製作《混沌武士》後便維持合作關係，於2011年4月和細田守創立地圖工作室，成為該公司的執行長。 |
| 奧寺佐渡子        | 日本知名女編劇，曾為細田守執導的《跳躍吧！時空少女》、《夏日大作戰》、《狼的孩子雨和雪》撰寫劇本，在《怪物的孩子》製作時期以劇本合作形式協助編劇。 |
| 高木正勝          | 日本男性音樂家兼電影作家，曾為細田守執導的《狼的孩子雨和雪》、《怪物的孩子》、《未來的未來》製作電影配樂。 |
| 山下達郎          | 日本男性創作歌手、作曲家、編曲家、音樂製作人，曾為細田守執導的《夏日大作戰》、《未來的未來》獻唱主題曲。山下達郎為《夏日大作戰》譜寫主題曲《我們的夏日夢》時，亦為首次替電影創作主題曲。其後山下達郎因為替《未來的未來》創作主題曲《未來的主題／歌聲列車》接受媒體採訪時，曾表示這是首次為同一個導演提供兩首主題曲。                               |
| 石之予            | 擔任皮克斯的分鏡畫師兼導演的華裔加拿大動畫師，自身亦對細田守執導電影《跳躍吧！時空少女》留下深刻印象。她曾經在執導的動畫電影《青春養成記》上映後，於2022年3月份與細田守透過視訊對話交流各自在製作動畫電影期間的過程和心得，細田守在這次視訊訪談中繪製了《青春養成記》主角李美玲和《龍與雀斑公主》主角內藤鈴的另一身份「貝兒」的合影圖贈與石之予。            |
| 中村佳穂          | 日本創作歌手，在細田守執導作品《龍與雀斑公主》裡兼任主角內藤鈴和後者作為虛擬世界「U」的歌姬身份「貝兒」的配音、主題曲與劇中曲演唱。中村佳穂因為飾演「貝兒」的角色，獲頒第27屆日本數位媒體協會獎（AMD獎）的優秀賞，她和millennium parade為該部電影合作的主題曲《U (millennium parade × Belleの曲)》亦贏得第26屆Space Shower 音樂獎的最佳電影主題曲獎。        |
| 岩崎太整          | 日本男性音樂家、作曲家，在細田守執導作品《龍與雀斑公主》裡和作曲家Ludvig Forssell、坂東祐大擔任該片的音樂製作，三者為該片創作的音樂獲頒第45屆日本電影學院獎最優秀音樂賞和第36屆日本金唱片大獎年度最佳原聲帶專輯。 |
| 染谷將太          | 日本男演員，曾經參演細田守執導的三部作品，分別是《狼的孩子雨和雪》的田邊先生、《怪物的孩子》青年時期的主角九太、《龍與雀斑公主》的千頭慎次郎。 |
| 役所廣司          | 日本男演員，曾經參演細田守執導的三部作品，分別是《怪物的孩子》主角九太的義父兼師傅熊徹、《未來的未來》主角小訓與未來的外祖父、《龍與雀斑公主》的主角內藤鈴的父親。 |
| 黑木華            | 日本女演員，曾經參演細田守執導的三部作品，分別是《狼的孩子雨和雪》少女時期的主角雪、《怪物的孩子》童年時期的一郎彥、《未來的未來》未來時期的未來。 |
| 麻生久美子        | 日本女演員，曾經參演細田守執導的三部作品，分別是《狼的孩子雨和雪》堀田太太、《怪物的孩子》九太的母親、《未來的未來》小訓與未來的母親。 |
| 宮崎葵            | 日本女演員，曾經參演細田守執導的兩部作品，分別是《狼的孩子雨和雪》的主角花、《怪物的孩子》童年時期的九太。 |
| 谷生俊美          | 日本電視台國際事業局電影部總製片人，於2012年6月到2018年11月擔任電視台節目《週五Load SHOW》製作人。2012年因為細田守的作品《狼的孩子雨和雪》登上銀幕，首度接觸細田守的作品，於2015年通過宣傳和採訪指導《怪物的孩子》。2018年以《未來的未來》上映為契機再度接觸細田守，調至國際事業局電影部後，於2021年參與《龍與雀斑公主》的製作。                             |
| 川村元氣          | 東寶電影製作人兼小說《如果這世界貓消失了》作者，曾以協力製作人身份參與《狼的孩子雨和雪》電影製作，亦有參與《怪物的孩子》、《未來的未來》、《龍與雀斑公主》的電影製作。 |
| 玉城繪美          | 琉球大學教授、早稻田大學理工學術院特任准教授、H2L株式會社創業者，在細田守製作電影《龍與雀斑公主》擔任劇中科技設定的科技顧問。於2022年3月24日正式發行探討體驗數據化社會和共有社群網路服務時代、令科技超越人體制約的著作《BODY SHARING，沒有身體制約的未來》。細田守閱讀過該書後，作為推薦者為玉城繪美寫推薦文。                                     |
| 林美千代          | 品牌Promiss聯合公司代表暨BMST（品牌&行銷·策略師培養課程）聯合製作人，曾協助包含索尼音樂娛樂、NBC環球娛樂、迪士尼、地圖工作室在內的公司推廣電影作品。 |
| 克里斯·梅勒丹德利 | 美國電影製作人，曾參與《冰原歷險記》、《神偷奶爸》、《超級瑪利歐兄弟電影版》等電影製作，在2023年5月的訪談公開提及自己是細田守作品的影迷。 |
| 新海誠            | 日本動畫導演，在2022年10月的訪談提及自己欣賞細田守的作品，並因為看中多度參演細田守執導電影的染谷將太的表現，邀請染谷將太擔任《鈴芽之旅》配音人員。 |
| 布萊恩·華盛頓     | 美國作家，在2023年的訪談公開自己是細田守作品的影迷。 |

## 導演作品

### 短篇動畫電影
- 1999年 《數碼寶貝大冒險》
- 1999年 《鬼太郎：鬼太郎的幽靈電車3D》（2009年再上映）
- 2000年 《數碼寶貝大冒險 我們的戰爭遊戲！》
- 2000年 《數碼寶貝大冒險3D 數碼寶貝大奖赛》（2009年再上映）

### 長篇動畫電影
- 2005年 《ONE PIECE 祭典男爵與神祕島》
- 2006年 《穿越時空的少女》
- 2009年 《夏日大作戰》
- 2012年 《狼的孩子雨和雪》
- 2015年 《怪物的孩子》
- 2018年 《未來的未來》
- 2021年 《龍與雀斑公主》
- 2025年 《無盡的史嘉萊特》

### TVCM
- 2003年 六本木新城「六本人生まれる篇」
- 2003年 元氣史萊姆 衝撃のしっぽ団
- 2005年 スライムもりもりドラゴンクエスト2 大戦車としっぽ団
- 2012年 HOUSE食品「一緒だと、あったかいね」キャンペーンCM
- 2015年 三得利 GREEN DA・KA・RA『送東西』篇、『市場』篇

## 参加作品

### 動画・原画
- まじかる☆タルるートくん すき・すき タコ焼きっ!（日语：まじかる☆タルるートくん すき・すき タコ焼きっ!）（動画）
- 三国志 完結編・遥かなる大地（動画）
- 光の風のアーマ（動画）
- 哭泣殺神5 戰場的鬼子母神（原画）
- 假面騎士SD（原画）
- おさわが！スーパーベビー（原画）
- 叮噹小恐龍（日语：遠い海から来たCOO）（作画監督補佐）
- 七龍珠Z（原画）173話
- 灌籃高手（原画）29話 70話
- 灌籃高手 全國制霸! 櫻木花道（日语：スラムダンク 全国制覇だ! 桜木花道）（原画）
- 劇場版GS美神極樂大作戰（原画）
- 灌籃高手 湘北最大危機! 燃燒吧櫻木花道（日语：スラムダンク 湘北最大の危機! 燃えろ桜木花道）（原画）
- 代紋TAKE2 第II章（日语：代紋TAKE2）（原画）
- SpecialPresent 亞美的初戀 美少女戰士SuperS外傳（原画）
- 美少女戰士Sailor Stars （原画）7話
- 七龍珠Z 熱戰、烈戰、超激戰（日语：ドラゴンボールZ 燃えつきろ!!熱戦・烈戦・超激戦）（原画）
- 七龍珠Z 超戰士（日语：ドラゴンボールZ 危険なふたり!超戦士はねむれない）（原画）
- 近所物語（原画）1話 7話
- 幽遊白書 冥界死闘篇・炎之絆（原画）
- 七龍珠 最強之道（原画）
- 少女革命（原画）7話 18話 23話、橋本カツヨ名義
- 喀喀喀的鬼太郎 大海獸（原画）
- 銀河鉄道999 Galaxy Express Eternal Fantasy（日语：銀河鉄道999 (アニメ)）（原画）
- 妮嘉尋親記（26話原画）

### 分鏡・演出
- 1995年 『十二生肖爆烈戰士』（27話・33話・37話）
- 1996年 『神劍闖江湖』（8話・18話・24話・29話・40話・43話、遡玉洩穂名義）
- 1997年 『少女革命』（7話・14話・20話・23話・29話（兼脚本、白井千秋名義）・33話・39話・劇場版、橋本カツヨ名義）
- 1997年 『美少女電腦戰隊（日语：電脳戦隊ヴギィ'ズ★エンジェル）』（OP、遡玉洩穂名義）
- 1997年 『鬼太郎』（第4期、94話・105話・113話）
- 1998年 『甜蜜小天使』（第3期、6話・14話・20話・30話）
- 1998年 『愛麗絲SOS（日语：アリスSOS）』（OP、橋本カツヨ名義）
- 1999年 『天使不設防！』（20話・22話、橋本カツヨ名義）
- 1999年 『數碼寶貝大冒險』（21話）
- 1999年 『神劍闖江湖 追憶編（日语：るろうに剣心 -明治剣客浪漫譚- (アニメ)）』（4幕Bパート、クレジット未表記）
- 2001年 『數碼寶貝大冒險02 广播剧 石田大和 书信-Letter-』（广播剧CD）
- 2002年 『推理之絆』（OP、橋本カツヨ名義）
- 2002年 『Strawberry JAM（日语：Strawberry JAM）「喜望峰」』（TVCM、橋本カツヨ名義）
- 2002年 『小魔女DoReMi 大合奏！』（40話・49話）
- 2003年 『妮嘉尋親記』 （OP・ED・5話・12話・26話）
- 2004年 『GA.ニメ〜この支配からの卒業〜尾崎豐』
- 2004年 『東映Video（日语：東映ビデオ）』（リーダーフィルム、2004年5月以降）
- 2004年 『琉球武士瘋雲錄』（OP、橋本カツヨ名義）
- 2004年 『ONE PIECE』（199話）
- 2012年 『狼的孩子雨和雪』（小説朗読CD）
- 2021年 『今敏：造夢魔術師（英语：Satoshi Kon: The Illusionist）』（參演訪談）

### 音樂監督
- 2001年 『數碼寶貝大冒險02 广播剧 石田大和 书信-Letter-』（广播剧）
- 2006年 『ディープ・イマジネーション―創造する遺伝子たち』（『ガラクタの町』のみ）

### 写真
- 2010年 世紀末超自然學院（ED写真、橋本カツヨ名義）

### 小説
- 2012年　『狼的孩子雨和雪』
- 2015年　『怪物的孩子』
- 2018年　『未來的未來』
- 2021年　『龍與雀斑公主』

### 作詞歌曲
- 《母親之歌》：收錄於《狼的孩子雨與雪》電影原聲帶
- 《在你心的旁邊》：收錄於《龍與雀斑公主》電影原聲帶
- 《給相隔兩地的你》：收錄於《龍與雀斑公主》電影原聲帶

### 商業廣告
- 三得利食品公司 DAKARA（日语：DAKARA） 『GREEN DA・KA・RA』新TV-CM「差し入れ」篇、『GREEN DA・KA・RA×バケモノの子』 （2015年）[207]

## 得獎紀錄
詳參：細田守獲獎與提名列表

## 外部連結
- 細田守的X（前Twitter）
- 細田守在互联网电影资料库（IMDb）上的資料（英文）